# Ново-Омский район
Ново-Омский район — административно-территориальная единица Сибирского края, Западно-Сибирского края РСФСР СССР, существовавшая в 1929-1933 годах.
Районный центр — город Ново-Омск.

## География
Рельеф района равнинный, полого спускающийся на север и восток к Иртышу. Встречались небольшие гривы. Почвы преобладали чернозёмные. Растительность разнотравно-луговая лесостепь, берёзовые колки занимали 10-15 %.
Район располагался в западной части Западно-Сибирского края на левом берегу реки Иртыш.

## История
Район образован в 1929 году из территории Сосновского и частей Любинского, Таврического районов Омского округа Сибирского края.
К 1 января 1931 года в районе насчитывалось 35 сельских советов, 1 город, 317 прочих населённых пунктов. Площадь района составляла 3519 квадратных километров. Ближайшая железнодорожная станция располагалась в Куломзино в пригороде Ново-Омска. Расстояние до краевого центра 633 километра.
В мае 1931 года присоединён Пришибский сельский совет Павлоградского района с присоединением Смородинского сельского совета.
В 1931 году Воронковский сельский совет (село Воронково), аулсовет № 8 (аул Жолборис), Цветнопольский сельский совет (село Цветнополье) были переданы в Борисовский район.
На 1931 год территория района составила 362,7 тыс. га, из них: усадьбы 3,4 тыс. га, пашни 267 тыс. га, сенокоса 17,4 тыс. га, выгона 18,0 тыс. га, леса и кустарника 35,0 тыс. га, неудобной земли 21, 9 тыс. га. В районе насчитывается 1 горсовет, 35 сельсоветов, 245 населённых пунктов.
В апреле 1933 года город Ново-Омск вошёл в состав города Омска. Ново-Омский городской совет упразднён.
Постановлением ВЦИК от 1 октября 1933 года район был упразднён:
- к Омскому горсовету — Азовский, аульный № 4, аульный № 5, Звонарёвкутский, Камышинский, Каржасский, Красногорский, Мельничный, Пахомовский, Поповский, Приваленский, Ребровский, Сосновский, Троицкий сельсоветы с окружающими их землями госконзавода маслосовхоза, Сосновского зерносовхоза и свиносовхоза — «Колос», «Лобова», «Пятилетка», «Лузинский»;
- к Павлоградскому району — Веселорощинский, Зеленопольский, Новобелозёрский, Ново-Селецкий, Сталинский, Таврический сельсоветы;
- к Шербакульскому району — Александровский, аульный № 8, Воронковский, Пришибский, Руслановский, Цветнопольский сельсоветы;
- к Любинскому району — Марьяновский, Степнинский, Фёдоровский сельсоветы с окружающими их землями овцесовхоза и племсвинсовхоза.

## Административно-территориальное деление
- Азовский сельский совет (село Азово)
- Александровский сельский совет (село Александровка)
- Аулсовет № 4 (аул Санагуз)
- Аулсовет № 5 (аул Кара-Кудук)
- Бердянский сельский совет (село Бердянское)
- Берёзовский сельский совет (село Берёзовка)
- Веселорощинский сельский совет (село Весёлые Рощи)
- Звонарёвокутский сельский совет (село Звонарёв Кут)
- Зеленопольский сельский совет (село Зелёное Поле)
- Камышинский сельский совет (село Сибкоммуна)
- Каржасский сельский совет (аул Каржасс)
- Копейкинский сельский совет (село Копейкино)
- Красногорский сельский совет (хутор Герц)
- Кручинский сельский совет (село Круч)
- Марьяновский сельский совет (село Марьяновка)
- Мельничный сельский совет (село Мельничное)
- Новинский сельский совет (село Новинка)
- Пахомовский сельский совет (село Пахомовка)
- Поповский сельский совет (село Поповка)
- Привальновский сельский совет (село Привальное)
- Пришибский сельский совет (село Пришиб)
- Ребровский сельский совет (село Ребровка)
- Солоновский сельский совет (село Солоновка)
- Сосновский сельский совет (село Сосновка)
- Степнинский сельский совет (село Степное)
- Таврический сельский совет (село Таврическое)
- Троицкий сельский совет (село Троицкое)
- Трубецкой сельский совет (село Трубецкое)
- Усовский сельский совет (село Усовка)

## Население
На 1 января 1931 года в районе проживало 62674 человека (17800 городское, 44874 сельское). Плотность населения 12,5 жителей на 1 квадратный километр.
Основные народности:
- Русские — 37,8 %
- Немцы — 28,3 %
- Украинцы — 21,2 %

## Промышленность
В 1930 году в районе имелись заводы: шпало-пропиточный (62 рабочих), кожевенный (370 рабочих), меховой (464 рабочих), 5 мукомольно-крупяных (112 рабочих), хлебопекарный (35 рабочих). Насчитывалось 8 совхозов, 48 колхозов.
На 1931 год в городе Ново-Омске насчитывалось 112 мелких и ремесленных заведений с 136 занятых в них лицами. В сельской местности 552 заведения с 853 занятыми лицами. Главные промыслы: сапожные, мукомольные, крупяные, деревообрабатывающие, швейные, по ремонту сельхозинвентаря. Насчитывалось 12 совхозов, 78 колхозов, 2 МТС (Таврический, Сосновский основанные в 1931 году, также часть района обслуживал Любинский МТС), 3297 хозяйств. Насчитывалось в совхозах 257 тракторов, в МТС 97 тракторов, в колхозах 28 тракторов. Имелось 8 маслозаводов.
Электроустановки имелись в селе Александровка с мощностью 11 киловатт и на станции Марьяновка с мощностью 18 киловатт. Число электростанций в районе 6, общая мощность всех станций 143 киловатта.
Сельское хозяйство имело пшенично-мясо-молочное направление. Животноводство имело молочно-мясное направление.
Имелись совхозы: Зернотреста, № 43 Маслотреста, Камышенско-свиноводческого треста, «Колос» свиноводческого треста, «Лузинский» свиноводческого треста, «Марьяновский» овцеводтреста, № 80 птицеводтреста в селе Лузино. В районе 2 МТС:
- Таврическая с 53 тракторами, мощностью в 940 лошадиных сил, обслуживает 45 колхозов;
- Сосновская с 44 тракторами, мощностью в 870 лошадиных сил, обслуживает 21 колхоз.

| Название предприятия                   | Местонахождение    | Владелец                            | Мощность механических двигателей в лошадиных силах | Число рабочих | Валовая продукция в тыс. рублей |
| -------------------------------------- | ------------------ | ----------------------------------- | -------------------------------------------------- | ------------- | ------------------------------- |
| Шпалозавод                             | станция Куломзино  | Омская железная дорога              | 87                                                 | 62            | 1778,6                          |
| Кожевенный завод № 1 им. Рыкова        | город Ново-Омск    | «Сибкожтрест»                       | -                                                  | 397           | 5125,9                          |
| Хлебопекарня № 1-2 Красный Маяк        | город Ново-Омск    | Кооперативная артель «Красный Маяк» | -                                                  | 35            | 295,1                           |
| Мельница (бывшая С. И. Колокольникова) | город Ново-Омск    | «Союзхлеб»                          | 235                                                | 61            | 3992,7                          |
| Гормельница № 6                        | село Марьяновка    | «Маслотрест»                        | 1                                                  | 5             | 181,3                           |
| Мельница № 16                          | город Ново-Омск    | «Союзхлеб»                          | 48                                                 | 30            | 1150,2                          |
| Вальцовая мельница № 26                | село Таврическое   | трест «Свиновод»                    | 80                                                 | 10            | 186,2                           |
| Госмельница № 4                        | деревня Чунаевка   | Совхоз № 22                         | 85                                                 | 5             | 89,5                            |
| Кирпичный завод                        | город Ново-Омск    | «Райхлебсоюз»                       |                                                    |               |                                 |
| Вальцовая паровая мельница             | село Александровка | «Запсибстрой обед»                  |                                                    |               |                                 |
| Овчинно-шубный завод                   | город Ново-Омск    | «Сибкожтрест»                       |                                                    | 316           | 2037,6                          |

На 20 декабря 1931 года насчитывалось 165 колхозов с 6842 хозяйствами.
На 15 февраля 1932 года имелось 16 МТФ с 2883 головами крупного рогатого скота (1621 голова), 6 СТФ с 445 головами свиней.
На 1932 год в районе насчитывалось 16 грузовых автомобилей.

## Пути сообщения и связь
Район пересекала Сибирская магистраль, разветвляющаяся на две линии: на Челябинск и на Тюмень. С востока граничила река Иртыш. По линии железной дороги располагались станции: Куломзино, Марьяновка, Лузино, разъезд 54 км. Пристани на Иртыше: Ново-Омск, Телегина заимка. По территории района проходили тракты краевого значения: Омск-Куломзино, Омск-Степаново. Строилась новая железная дорога Исиль-Куль — Павлоградка.
В Ново-Омске имелась почтовая контора, телеграф, радио связь. Почтовые отделения имелись в сёлах Азовском, Марьяновском, Таврическом. Телефонная связь с Омском, 8 сельскими советами, 3 колхозами, 2 совхозами, 1 МТС. Радиоточек в городе 122, в сельской местности 230.

## Социальная сфера
На 1931 год бюджет по расходам 1176,5 тыс. рублей (на душу населения 19,7 рублей). Обслуживание народного хозяйства 300,2 тыс. рублей. Социально-культурные мероприятия 695,9 тыс. рублей.
Школ I ступени: в городе 2, в сельской местности 73. Семилеток коммунальных 1. Школ колхозной молодёжи в сельской местности 4. Школ ФЗС в городе 2. В ноябре 1931 года было открыто ещё 12 различных школ. Имелись по одной трудовой школе-коммуне и по одному детдому. Библиотек: в городе 1, в сельской местности 7. Изб-читален: в городе 1, в сельской местности 8. Клубов в городе 2.
В городе больница городского типа на 65 коек и 1 амбулатория с 6 врачебными приёмами. Медперсонал 22 человека, из них 15 врачей. В сельской местности 8 врачебных участков с 6 врачебными приёмами, медперсонал 33 человека, из них врачей 22.
В районе издавалась газета «Большевистский путь», выходившая 12 раз в месяц с тиражом в 4000 экземпляров.